# Post SV Wien
Post SV Wien is een Oostenrijkse sportclub uit de hoofdstad Wenen, naast voetbal is de club nog actief in 23 andere secties, waaronder handbal, hockey, tennis, basketbal, volleybal, tafeltennis, bowling, bridge, gewichtheffen, turnen, squash, skiën, motorsport, judo en schaken.
De basketbalsectie werd in 1950 landskampioen en de tafeltennissectie leverde voor de Tweede Wereldoorlog enkele topspelers. In 1939 wonnen zowel de dames als de heren het Duitse landskampioenschap tafeltennis.

## Geschiedenis voetbalafdeling

### Oprichting
De sportclub werd op 26 september 1919 opgericht onder de naam Sportverein der Post- Telegraphen- und Fernsprechangestellten Österreichs met zwart-witte clubkleuren. Op 22 maart 1924 fusioneerde de club met W.F.C. Fürth en nam de naam Sportklub Post Wien aan met blauw-oranje clubkleuren. SK Post nam in 1924 deel aan de vierde klasse van het voetbalkampioenschap, in die tijd enkel toegankelijk voor clubs uit Wenen en directe omgeving. In het eerste jaar werd de club kampioen en promoveerde naar de derde klasse waar ook meteen de titel gewonnen werd. Na de scheiding van de voetbalbond van Niederösterreich en Wenen speelde SK Post Wien in de tweede klasse Oost en promoveerde in 1928 naar de hoogste amateurklasse.

### Opmars en amateurkampioen
Op 22 maart 1930 fusioneerde de club met SpC Postsport Wien en nam de naam Postsportverein der Post- und Telegraphenangestellten Österreichs aan, of kortweg Post SV Wien. De clubkleuren werden nu in rood-wit veranderd. Post SV werd in 1935/36 kampioen van de tweede klasse Noord. Hierdoor nam de club het op tegen de kampioen van de groep zuid (Austro-Fiat Wien en won twee keer waardoor de club voor het eerst kon promoveren naar de hoogste klasse van het land.
Het verblijf in de eerste klasse werd geen succes en na een voorlaatste plaats degradeerde de club weer. Datzelfde jaar werd wel de club wel amateurkampioen. In de eerste ronde werd 1. Wiener Neustädter SC verslagen met een 3-0-overwinning en een 1-0 uitnederlaag. In de tweede ronde had de club het moeilijker met Klagenfurter AC, de thuiswedstrijd werd met 5-2 gewonnen maar in de terugwedstrijd verloor de club met 4-2 waardoor de kwalificatie voor de volgende ronde maar nipt gehaald werd. In de finale versloeg de club moeiteloos Salzburger AK 1914 met 4-0, in de terugwedstrijd werd het 2-2 en zo haalde Post SV de titel binnen.

### Eerste klasse en teloorgang van de club
In 1941 werd de club opnieuw kampioen en speelde een testwedstrijd tegen SV Straßenbahn Wien om zich te plaatsen voor de eindronde. Post SV won en speelde in de eindronde met Sturm Graz, Austria Salzburg en BSG Traisen, Post werd tweede en promoveerde naar de Gauliga. Daar werd de club ontgoochelend laatste en verloor alle wedstrijden op één gelijkspel na. In 1946 werd de club opnieuw kampioen en promoveerde zo voor de derde keer naar de hoogste klasse. Ook deze derde poging mislukte en Post SV degradeerde opnieuw.
Twee seizoenen later degradeerde de club ook uit de tweede klasse. Tot 1970 speelde de club in de lagere klasse tot de club dan terug promoveerde naar de Wiener Liga die op dat moment de derde klasse was. Op 1 juli 1973 fusioneerde de club met SC Hinteregger Wien waardoor de club weer in de Regionalliga (tweede klasse) speelde onder de naam SC Post Hinteregger. Op 1 juli 1975 werd de fusie ongedaan gemaakt en werden nieuwe clubkleuren, zwart-geel, aangenomen. Tijdens de winterstop van 1975/76 vormde de club een speelverbond met Wiener Sport-Club en werd zo Wiener Sport Club Post. Na één seizoen werd het verbond weer opgeheven. Post SV ging nu naar de Wiener Liga waar de club sindsdien actief is.

## Erelijst
Amateurkampioen
1936
Wiener TOTO-cup
2006
- Virtual International Authority File: 127500518